# وعي متغير

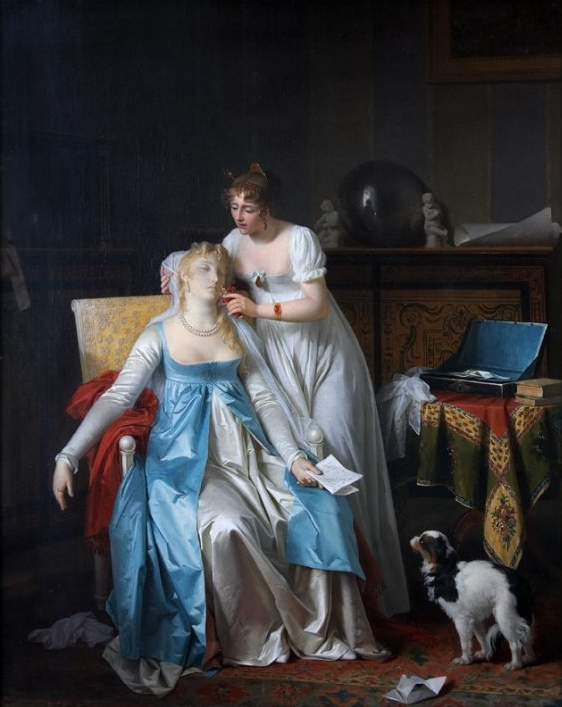

الوعي المتغير  (يرمز له ASC من altered state of consciousness) هو مصطلح يطلق على أي حالة ذهنية تختلف بشكل واضح عن موجات بيتا الطبيعية لحالة اليقظة. أول استخدام لهذا المصطلح كان من قبل ارنولد لودويج في عام 1966 وقد قدمه عالم النفس تشارلز تارت للاستخدام العام في سنة 1969. يصف هذا المصطلح بعض التغييرات المستحثة في حالة الفرد الذهنية والتي غالباً ما تكون مؤقتة.

## الأسباب المتعمدة
يمكن التوصل لحالة الوعي المتغير عمداً باستخدام تغييب الحواس بالتنويم الإيحائي أو بالحلم الجلي
الوعي المتغير
الوعي المتغير (إيه إس سي)، يسمى أيضًا الحالة العقلية المتغيرة أو تغير العقل، هو حالة مختلفة بشكل ملحوظ عن حالة اليقظة الطبيعية. في عام 1892، استُخدم التعبير على أنه ذو صلة بالتنويم على الرغم من الجدل المستمر حول التنويم كحالة وعي متغير بناءً على التعاريف المعاصرة الموجودة.
في المجال الأكاديمي، استخدم التعبير مبكرا من قبل أرنولد إم. لودفيغ في عام 1966 وشاع استخدامه في عام 1969 من قبل شارلز تارت. يصف المصطلح التغيرات المحدثة في حالات الفرد العقلية، والتي تكون مؤقتة دائمًا تقريبًا. مرادف العبارة هو «حالة تغير الوعي».

## التعاريف
لا يوجد تعريف عام للوعي المتغير، إذ يجب على كل محاولة للتعريف أن تستند على تعريف لحالة الوعي الطبيعية. مع ذلك، قد توجد محاولات تعريف المصطلح في الفلسفة، وعلم النفس، وعلم الأعصاب. لا يوجد إجماع نهائي حول التعريف الأكثر دقة لماهية الغرض.
في التالي، تُقدم أفضل التعاريف القائمة والأخيرة:

حاول أرنولد إم. لودفيغ وضع أول تعريف في عام 1966.
«يحدث تغير الوعي، في أي حالة أو حالات عقلية، من خلال عوامل أو مناورات فسيولوجية، ونفسية، ودوائية إذ يمكن ملاحظتها بشكل ذاتي من قبل الفرد بنفسه (أو من خلال مراقب موضوعي للفرد) على أنها تمثل انحرافًا كافيًا في التجربة الذاتية لوظيفة نفسية عن معايير معينة عامة لذلك الفرد خلال التنبه وحالة الوعي اليقظ».
بدءًا من هذا ركز تشارلز تارت تعريفه على التجربة الذاتية لحالة الوعي وانحرافها عن حالة اليقظة الطبيعية.
«حالة تغير الوعي هي أنماط متبدلة أو تكوينات للتجربة، التي تختلف بشكل نوعي عن الحالة الأساسية».
يعتمد تعريف فاردنغ للوعي المتغير (إيه إس سي) على اصطلاح شارلز تارت. وصف شارلز تارت الوعي المتغير على أنه تغير عميق في «النمط الشامل للتجارب الذاتية». من أجل تعريف الوعي المتغير، ركز شارلز تارت على أهمية التجربة الذاتية.
يضيف فاردنغ لتعريفه أن الوعي المتغير هو وصف قصير أو على الأقل قابل للعكس وأنه قد لا يعترف بالوعي المتغير في تلك اللحظة. يعتمد تعريفه فقط على التجربة الذاتية، متجاهلًا التغيرات السلوكية والاستجابة الفسيولوجية.
«قد يعرف الوعي المتغير (إيه إس سي) على أنه تغير مؤقت في النمط الشامل للتجربة الذاتية، مثل اعتقاد الفرد أن وظيفته أو وظيفتها العقلية مختلفة بشكل واضح عن معايير الفرد العامة المحددة خلال التنبه والوعي اليقظ».
وضع فاردنغ (عام 1992، صفحة رقم 205) قائمة من أربعة عشر بعد للتجربة الذاتية المتغيرة. إذ تحتاج إلى عدة أبعاد تغير من أجل تحقيق حالة الوعي المتغير.
يعتمد آخر تعريف فعال من أجل البحث التجريبي على التعاريف السابقة ويُقدم من قبل شميدت.
(مترجم من الألمانية): كتعريف الفعال من أجل البحث العلمي العصبي، قد يكفي افتراض أن معظم الناس يمتلكون حدسًا قويًا فيما يتعلق بتغيرات حالات يقظتهم اليومية التي تبدو طبيعية بالنسبة لهم. تصنف هذه التغيرات في التجربة على أنها تقلبات طبيعية، بينما تدعى أي حالة مختبرة منحرفة بشكل واضح عن ذلك أنها وعي متغير. من التصور التجريبي، يبدو من المنطقي مقارنة حالات الوعي المتغير بالحالات الأساسية-الحالات الذاتية المقيمة على أنها متوسطة، أو طبيعية. تتطلب هذه المقارنة مع الأساس (الطبيعي) ألا يكون الوعي المتغير الخاضع للاستقصاء مجرد تغير كمي في وظيفة إدراكية وحيدة (مثلًا التيقظ المرتفع). وإنما يكون ظاهرة متعددة الأبعاد. وبالتالي، تشكل الشدة النسبية لجوانب الوعي المتعدد «نمطًا ظواهريًا» يتجسد بحالة معينة. يشار إلى «أنماط» كتلك على أنها أيضًا تغيرات نسبية في «الأبعاد (الأساسية) للوعي».
من أجل البحث التجريبي، تتطابق أنماط كتلك مع الدمج متعدد المتغيرات «لعوامل الوعي» المستقلة، التي يمكن قياسها كميًا من خلال الاستبيانات. ينجم «النمط الظواهري» من خلال بنية عامل التقييم النفسي المقيس المطبق، مثلًا تقديرات الفرد، أو معدلات العامل، للاستبيان.

## تاريخ

### تاريخ استخدام الوعي متغير
استخدم الوعي المتغير من قبل البشر بشكل مبكر بحوالي 30,000 سنة مضت. استخدمت نباتات تغيير الوعي و/أو الرقص المفرط من أجل تحقيق حالة من التنسك أو النشوة. أمثلة الاستخدام الديني المبكر للوعي المتغير هي طقوس ديونيسوس وأسرار اليوسيس، بالإضافة لليوغا والتأمل. يدخل متابعين التقاليد الشامانية المتعددة في «حالات وعي متغير من أجل خدمة المجتمع». اقترح تيرينس ماكينا أن استخدام الفطور المخدرة في عصور ما قبل التاريخ أدت إلى «تطور اللغة البشرية واستخدام الرموز». يقترح بعض المنظرين أن مواد التغير العقلي، مثل السوما، قد دفعت إلى تشكل بعض أديان العالم الرئيسية.
أُعيد اكتشاف التأمل في مختلف صيغه من قبل علم النفس المعاصر بسبب احتماليته العلاجية وقدرته على «تمكين نشاط العقل ليستقر». تدعم تقنيات العلاج النفسي مثل التنويم والتأمل العمليات النفسية.

### تاريخ النماذج العلمية والنظرية
وفقًا لنموذج السلوكيين في علم النفس، رُفض الوعي المتغير كمجال بحث علمي خلال بدايات القرن العشرين. إذ حددوها مرضيًا واعتبرت مجرد أعراض تسمم أو مس شيطاني.
بدأت عودتهم لعلم النفس مع اهتمام ويليام جيمس في حالات الوعي المتغيرة، مثل «التجربة التنسكية والحالات المحدثة دوائيًا». ساهمت استقصاءات جيمس في (تجربة الشخص الأول الذاتية) بإعادة النظر في الاستبطان كطريقة بحثية قيمة في المجتمع الأكاديمي.
سبب التغير الاجتماعي في ستينيات القرن التاسع عشر المضطربة تغييرًا في المنظور العلمي لدرجة أصبح فيها الاستبطان كطريقة علمية والوعي المتغير كنطاق صالح للتجربة مقبولًا بشكل واسع.
نُظمت المؤسسات من أجل البحث من قبل العديد من العلماء مثل أبراهام ماسلو، ووالتر إن. بانكي، وستانيسلاف جروف، وشارلز تارت. ركزوا على جوانب مفيدة كما يبدو من الوعي المتغير مثل احتمالية «تحفيز الإبداع أو معالجة الإدمان». وأُهملت عوضًا عنها الحالات القاسية كالانفصال جراء الصدمة.
اقترحت اكتشافات تجربة بانكي المشهورة «تجربة الجمعة الجيدة» إمكانية إطلاق التجارب التنسكية باستخدام السيلوسيبين. وجدت الاستقصاءات اللاحقة من قبل ريك دوبلن تقدير المشاركين لقيمة هذه التجارب على أنها «مراحل عالية الروحانية من حياتهم». 
شكل ستانيسلاف وآخرون في خضم صعود ثقافة العصر الجديد الفرعية مجالًا جديدًا لعلم النفس ما وراء الشخصي، الذي يركز على «أهمية تجربة الفرد البشرية، ومصداقية التجربة التنسكية والروحانية، وترابط الذات مع الآخرين والعالم واحتمالية التحول الذاتي».
ساهم بحث أبراهام ماسلو اللاحق حول تجارب الذروة، كلحظات من «قمة السعادة والاكتمال»، بإلغاء مرضية حالات الوعي المتغير.
وُجد أول ملخص في الأدب المتوافر بواسطة شارلز تي. تارت في كتابه (الوعي المتغير)، الذي أدى للمزيد من الاستخدام الشائع للمصطلح. صاغ تارت المصطلحات الأساسية بشكل منفصل والحالات الأساسية للوعي وفكر بنظام تصنيف عام للوعي المتغير. ونادى أيضًا «بالعلوم الخاصة بالحالات» إذ يجب على الباحثين القيام بالمزيد من البحث العلمي حول الوعي المتغير من خلال تلك الحالات.